# Bekhend

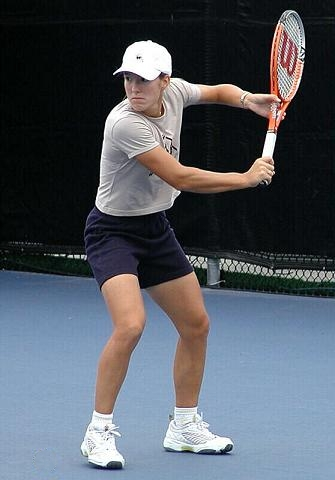
Jednoručný bekhend Justine Heninové

Bekhend (anglicky backhand) v tenisu je jeden ze základních úderů, jímž hráč zasahuje míč po odrazu od země na levé polovině těla (u praváků, na pravé polovině u leváků). Bekhend je úderem i v dalších míčových sportech např. v badmintonu, squashi nebo stolním tenisu.

## Typy bekhendu
Podle formy zásahu míče raketou lze rozlišit:
- bekhend přímý
- bekhend s rotací – horní či spodní

Podle počtu rukou, které drží při úderu raketu:
- jednoručný bekhend
- obouručný bekhend

Pokud je míč zasáhnut v průběhu pohybu vpřed směrem k síti, pak hovoříme o nabíhaném (útočném) bekhendu, v případě, že míč nedopadne na dvorec a je zasažen ve vzduchu, hovoříme o bekhendovém voleji.

## Mechanizmus
Při bočním postavení osa ramen směřuje k síti, hráč má pokrčená kolena a pravou nohu vpředu (u praváků). Bekhendový úder je zahájen nápřahovým obloukem. Ruka (či ruce u obouruče) s raketou poté pokračuje směrem k letícímu míči, poté ruka protáhne úder na pravou (u praváka) anebo levou (u leváka) stranu těla, kde dochází k dokončení oblouku. Úder je hrán, pokud míč směřuje na stranu dvorce, ve které hráč nedrží raketu. Pokud míč směřuje do forhendové strany, pak ho lze (především u hráčů s výrazně lepším bekhendem) oběhnout, a také zahrát tímto úderem. Tím se ovšem odkrývá celá plocha dvorce.

## Držení rakety
Jedná se o způsob uchopení rakety při úderech. Tím jak je držena dochází k ovlivnění sklonu (natočení) hrací plochy rakety.
Existují dva základní styly držení rakety:
1. jednotný (kontinentální) – pozice ruky na držadle se nemění; vidlice mezi palcem a ukazovákem je blízko levé hrany horní plošky držadla
2. změněné pro forhend a bekhend – má několik modifikací, při nichž se držadlo v ruce mírně pootočí doprava či doleva, tzv. forhendové a bekhendové držení. Tento druh pochází z USA, hovoří se o tzv. východním držení, kdy rozdíly pro forhendové a bekhendové držení jsou větší, a tzv. západním držení (kalifornském či „přehnaně“ forhendovém)
3. modifikované – rozdíly v držení pro hraní bekhendu a forhendu jsou minimální, obvykle dochází jen ke změně polohy prstů na držadle

## Obouručný bekhend
Po většinu 20. století byl bekhend hrán jednoručně s tzv. východním držením rakety. První významní hráči, kteří začali hrát obouručným bekhendem byli ve 30. letech Australané Vivian McGrathová a John Bromwich.
S počátkem 70. let, kdy se objevili hráči s obouručným bekhendem (Jimmy Connors, Chris Evertová), získala tato forma úderu významného rozšíření. Obouručný bekhend je standardně vyučován již v tenisové škole. Někteří profesionálové však přecházejí z obouručného na jednoručný úder (např. Pete Sampras, Stefan Edberg).

## Tenisté

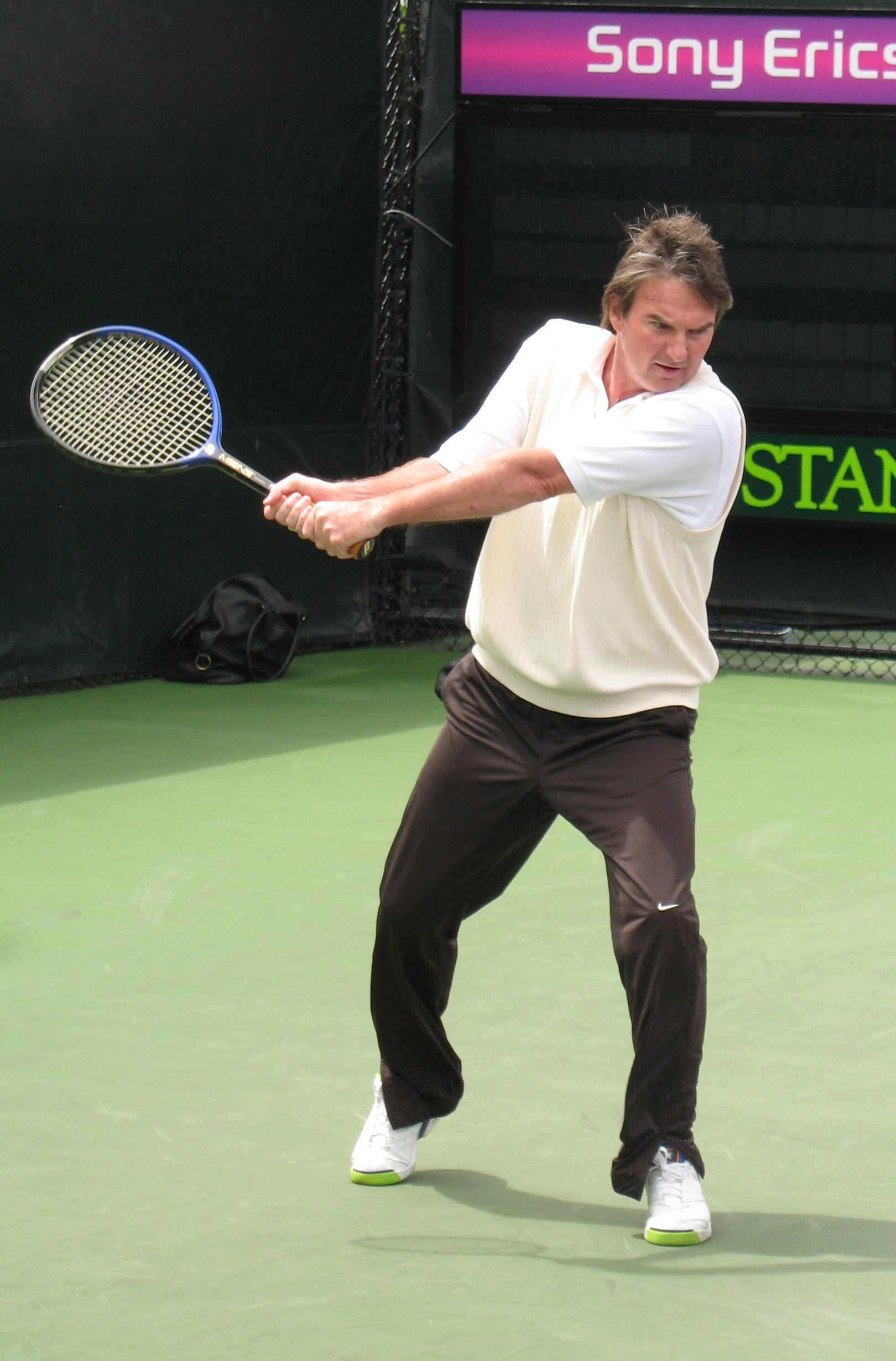
Bekhend Jimmy Connorse

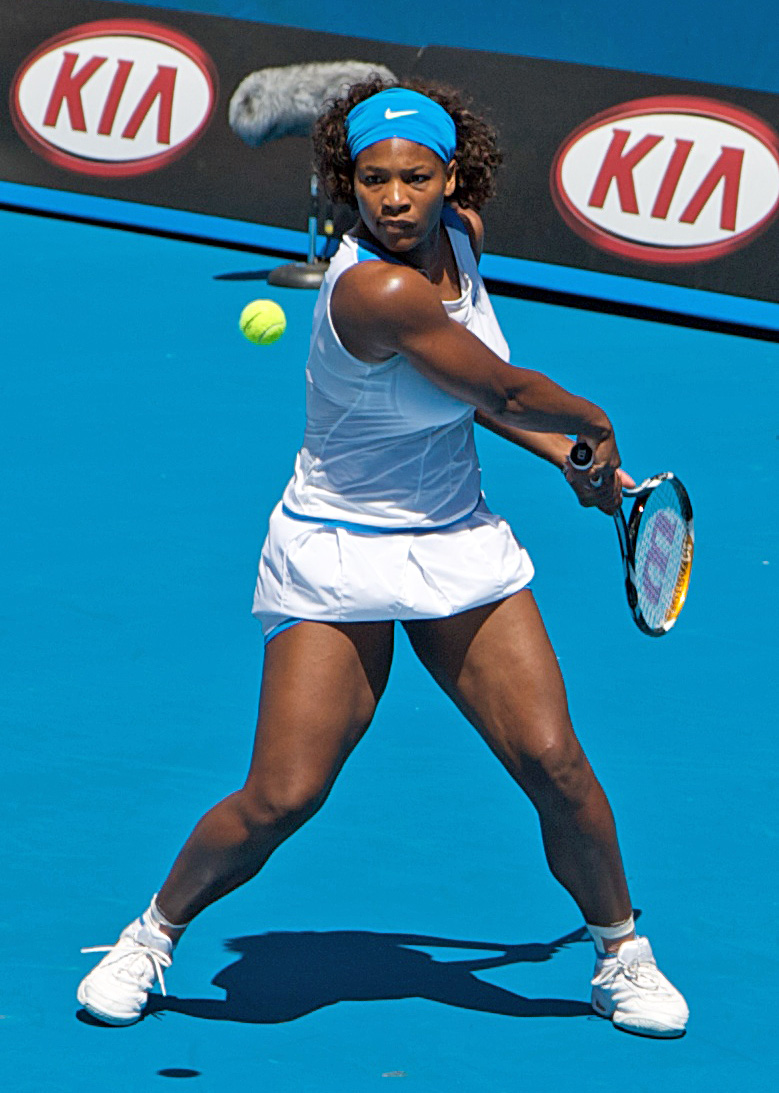
Obouručný bekhend Sereny Williamsové – nápřah

Zde je přehled některých tenistů, u kterých byl/je bekhend velmi silným úderem:

### Muži
- Gustavo Kuerten
- Jimmy Connors
- Ivan Lendl
- Stefan Edberg
- Nikolaj Davyděnko
- Roger Federer
- Novak Djokovic
- Norbert Ratiu
- Andre Agassi
- Jevgenij Kafelnikov
- Marat Safin
- Richard Gasquet
- Tommy Haas
- Lleyton Hewitt
- David Nalbandian
- Boris Becker
- John McEnroe
- Ivan Ljubičić
- Gastón Gaudio
- John McEnroe
- Björn Borg
- Marcelo Ríos
- Andrej Pavel
- Stanislas Wawrinka
- Andy Murray

### Ženy
- Martina Hingisová
- Chris Evertová
- Monika Selešová
- Justine Heninová
- Amélie Mauresmo
- Jelena Jankovićová
- Gabriela Sabatini
- Venus Williamsová
- Serena Williamsová
- Maria Šarapovová
- Monica Niculescuová

John McEnroe označil jednoručný bekhend Justine Heninové za nejlepší v historii ženského i mužského tenisu a hlavní důvod jejího úspěchu.